# Randy Johnston
Randy Johnston (Detroit, 1956) is een Amerikaanse jazzgitarist.

## Biografie
Johnston woonde tijdens zijn jeugdtijd in Richmond en speelde eerst rockmuziek. Eind jaren 1970 studeerde hij aan de University of Miami en concentreerde hij zich meer op de jazz en werkte hij daar met Ira Sullivan. In 1981 verhuisde hij naar New York en tijdens de jaren 1980 werkte hij met Houston Person en Etta Jones. In 1991 tekende hij een platencontract bij Muse Records en nam hij twee albums op met Person als producent en Rudy Van Gelder als geluidstechnicus. Sindsdien nam hij een reeks verdere albums op vooral voor HighNote Records, waaraan Bill Easley (1991), Uri Caine, Mickey Roker (1997), Johnny Griffin, Joey DeFrancesco, Idris Muhammad (1998) en David 'Fathead' Newman (2001) als gastmuzikant meewerkten. Bovendien werkte hij mee bij opnamen van Lionel Hampton, Lou Donaldson (Live at the QE2), Jack McDuff, Dr. Lonnie Smith en Joey DeFrancesco (The Champ, 1998). In 2019 leidt Johnson een trio met Pat Bianchi (orgel) en Sanah Kadoura (drums).
Richard Cook en Brian Morton vergelijken Johnston met Grant Green.

## Discografie
- 1991: Walk On ([Muse Records) met Bill Easley, Benny Green
- 1992: Jubilation (Muse Records) met Eric Alexander, Bruce Barth
- 1994: In-A-Chord (Muse Records)
- 1997: Somewhere in the Night (HighNote Records) met Uri Caine, Nat Reeves, Mickey Roker
- 1998: Riding the Curve (JCurve) met Johnny Griffin, Joey DeFrancesco; Idris Muhammad
- 2000: Homage (JCurve) met Nick Brignola, Jim Rotondi
- 2001: Detour Ahead (HighNote Records) met David Fathead Newman, Houston Person
- 2002: Hit & Run (HighNote Records) met Bruce Barth, Joe Locke
- 2005: Is it You? (HighNote Records) met Xavier Davis, Dwayne Burno